# Letni Puchar Świata w narciarstwie alpejskim kobiet 2024
Letni Puchar Świata w narciarstwie alpejskim kobiet w sezonie 2024 to kolejna edycja tej imprezy. Cykl rozpoczął się 8 czerwca 2024 r. w szwedzkim Vrinnevibacken Norrköping, natomiast finałowe zawody tego cyklu zorganizowano w dniach 6–8 września tego samego roku w austriackim Rettenbach.
Obrończynią Kryształowej Kuli była Czeszka Eliška Rejchrtová, która obroniła wywalczony przed rokiem tytuł.

## Podium zawodów
| Lp. | Data             | Miejscowość               | Konkurencja | 1. miejsce        | 2. miejsce        | 3. miejsce        |
| --- | ---------------- | ------------------------- | ----------- | ----------------- | ----------------- | ----------------- |
| 1.  | 8 czerwca 2024   | Vrinnevibacken Norrköping | Slalom      | Emma Eberhardt    | Lara Teynor       | Eliška Rejchrtová |
| 2.  | 28 czerwca 2024  | Předklášteří              | Gigant      | Eliška Rejchrtová | Lara Teynor       | Emma Eberhardt    |
| 3.  | 29 czerwca 2024  | Předklášteří              | Gigant      | Lara Teynor       | Karolína Rašovská | Šárka Abrahamová  |
| 4.  | 30 czerwca 2024  | Předklášteří              | Slalom      | Eliška Rejchrtová | Tina Hetfleisch   | Lara Teynor       |
| 5.  | 24 sierpnia 2024 | Tambre (BL)               | Supergigant | Šárka Abrahamová  | Eliška Rejchrtová | Aneta Koryntová   |
| 6.  | 25 sierpnia 2024 | Tambre (BL)               | Supergigant | Eliška Rejchrtová | Aneta Koryntová   | Šárka Abrahamová  |
| 7.  | 6 września 2024  | Rettenbach                | Supergigant | Šárka Abrahamová  | Eliška Rejchrtová | Lara Teynor       |
| 8.  | 7 września 2024  | Rettenbach                | Gigant      | Lara Teynor       | Eliška Rejchrtová | Emma Eberhardt    |
| 9.  | 8 września 2024  | Rettenbach                | Slalom      | Lara Teynor       | Eliška Rejchrtová | Noemi Oettl       |

## Klasyfikacje

### Klasyfikacje indywidualne
| Lp. | Zawodniczka             | Punkty |
| --- | ----------------------- | ------ |
| 1.  | Eliška Rejchrtová       | 680    |
| 2.  | Lara Teynor             | 670    |
| 3.  | Šárka Abrahamová        | 415    |
| 4.  | Emma Eberhardt          | 376    |
| 5.  | Tina Hetfleisch         | 372    |
| 6.  | Nikola Fričová          | 316    |
| 7.  | Margherita Mazzoncini   | 270    |
| 8.  | Noemi Oettl             | 241    |
| 9.  | Lisa Anastasia Lucchese | 210    |
| 10. | Sára Stloukalová        | 179    |

| Lp. | Zawodniczka             | Punkty |
| --- | ----------------------- | ------ |
| 1.  | Eliška Rejchrtová       | 240    |
| 1.  | Lara Teynor             | 240    |
| 3.  | Emma Eberhardt          | 150    |
| 4.  | Noemi Oettl             | 128    |
| 5.  | Tina Hetfleisch         | 120    |
| 6.  | Nikola Fričová          | 90     |
| 7.  | Šárka Abrahamová        | 50     |
| 8.  | Margherita Mazzoncini   | 40     |
| 9.  | Lisa Anastasia Lucchese | 36     |
| 10. | Sára Stloukalová        | 32     |

| Lp. | Zawodniczka             | Punkty |
| --- | ----------------------- | ------ |
| 1.  | Lara Teynor             | 280    |
| 2.  | Eliška Rejchrtová       | 180    |
| 3.  | Emma Eberhardt          | 165    |
| 4.  | Nikola Fričová          | 130    |
| 5.  | Tina Hetfleisch         | 126    |
| 6.  | Margherita Mazzoncini   | 111    |
| 7.  | Šárka Abrahamová        | 105    |
| 8.  | Lisa Anastasia Lucchese | 85     |
| 9.  | Noemi Oettl             | 81     |
| 10. | Karolína Rašovská       | 80     |

| Lp. | Zawodniczka             | Punkty |
| --- | ----------------------- | ------ |
| 1.  | Šárka Abrahamová        | 260    |
| 2.  | Eliška Rejchrtová       | 260    |
| 3.  | Lara Teynor             | 150    |
| 4.  | Aneta Koryntová         | 140    |
| 5.  | Tina Hetfleisch         | 126    |
| 6.  | Margherita Mazzoncini   | 119    |
| 7.  | Sára Stloukalová        | 103    |
| 8.  | Nikola Fričová          | 96     |
| 9.  | Lisa Anastasia Lucchese | 89     |
| 10. | Emma Eberhardt          | 61     |

### Klasyfikacja drużynowa
| Lp. | Państwo  | Punkty |
| --- | -------- | ------ |
| 1.  | Czechy   | 1795   |
| 2.  | Austria  | 1482   |
| 3.  | Włochy   | 1024   |
| 4.  | Słowacja | 368    |
| 5.  | Niemcy   | 50     |